# Slipping Away
«Slipping Away» es una canción del intérprete de música electrónica estadounidense Moby. Fue lanzado el 23 de enero de 2006 como cuarto sencillo en el Reino Unido, donde alcanzó el lugar 53 en el UK Singles Chart, y sexto sencillo a nivel internacional de su álbum de 2005 Hotel. También alcanzó el número diez en España.
La canción fue grabada en 3 idiomas: en inglés cuenta con la participación de Alison Moyet, la versión en español (Escapar) con Amaral y en francés (Crier la vie) participa Mylène Farmer.

## Lista de canciones
CD
| CD1 (Europe) |                                  |          |  |
| N.º          | Título                           | Duración |  |
| 1.           | «Slipping Away (Single Version)» | 3:38     |  |
| 2.           | «Slipping Away (MHC Radio Edit)» | 3:38     |  |

| CD2 (Europe) |                                                                 |          |  |
| N.º          | Título                                                          | Duración |  |
| 1.           | «Slipping Away (Axwell Vocal Mix)»                              | 7:31     |  |
| 2.           | «Slipping Away (Axwell Instrumental Mix)»                       | 7:31     |  |
| 3.           | «Slipping Away (MHC Extended Remix)»                            | 6:47     |  |
| 4.           | «Slipping Away (Focus People That Slip Remix by Mathew Jonson)» | 9:25     |  |
| 5.           | «Slipping Away (Zloot Remix)»                                   | 4:26     |  |

12" vinyl
| N.º | Título                                                  | Duración |  |
| 1.  | «Slipping Away (Axwell Vocal Mix)»                      | 7:31     |  |
| 2.  | «Slipping Away (Tiga's All I Want is to be Dubbed Mix)» | 7:04     |  |

## Posicionamiento en listas
| Listas (2006)                    | Posición |
| -------------------------------- | -------- |
| Belgian (Wallonia) Singles Chart | 1        |
| Canadian Singles Chart           | 5        |
| Czech Airplay Chart              | 46       |
| Eurochart Hot 100                | 8        |
| French SNEP Singles Chart        | 1        |
| French Airplay Chart             | 2        |
| French Digital Download Chart    | 1        |
| Russian Airplay Chart            | 5        |
| Russian (Moscow) Aiplay Chart    | 4        |
| Spanish Singles Chart            | 3        |
| Swiss Singles Chart              | 18       |
| UK Single Chart                  | 53       |

| End of year chart (2006)         | Posición |
| -------------------------------- | -------- |
| Belgian (Wallonia) Singles Chart | 22       |
| Belgian Singles Chart (global)   | 40       |
| French Singles Chart             | 22       |
| French Digital Chart             | 51       |